# Anastácia de Montfort
Anastácia de Montfort (em italiano:  Anastasia; Nola, c. 1271/1272 ou 1273 – 1306) foi uma nobre italiana. Ela foi suo jure condessa de Nola como sucessora do pai, além de senhora de Chailly e de Longjumeau. Foi casada com Romano Orsini, senador de Roma.

## Família
Anastácia foi a filha primogênita de Guido de Montfort, Conde de Nola e de Margarida Aldobrandeschi, suo jure condessa de Sovana e Pitigliano, ambas comunas na Toscana.
Os seus avós paternos eram Simão de Montfort, 6.º Conde de Leicester e da princesa Leonor de Inglaterra. Os seus avós maternos eram Aldobrandino Aldobrandeschi e Tomásia Baschi. Seu avô paterno foi o governante (de facto) da Inglaterra de 1259 a 1265, que liderou a oposição dos barões ao reinado de Henrique III de Inglaterra, seu cunhado, até ser derrotado pelo sobrinho da esposa, o futuro rei Eduardo I.
Ela teve pelo menos uma irmã mais nova chamada Tomásia.

## Biografia
Guido, o pai de Anastácia, fugiu para a Itália após escapar da prisão na Inglaterra. Ele passou a servir Carlos I, Conde de Anjou, que o investiu com o condado de Nola (hoje uma província em Nápoles) e o transformou em Vigário-geral da Toscana. Foi quando ele conheceu a mãe da filha, com quem se casou em 1270, em Viterbo. No ano seguinte, Guido foi excomungado pelo papa por ter assassinado o primo, Henrique de Almain, dentro da Igreja de São Silvestre, como vingança pela morte do pai por decapitação após a Batalha de Evesham na qual foi derrotado. Mais tarde, o conde de Nola foi capturado pelos aragoneses, e veio a falecer dentro de uma prisão na Sicília, em 1291.
Após a morte do pai, Anastácia, então, o sucedeu como condessa de Nola. Numa tentativa de assegurar as terras, a sua mãe, Margarida se casou mais quatro vezes, com: Orselo Orsini, Lofredo Caetani, seu primo, Guido Aldobrandeschi de Santa Fiora, e, por fim, Nelo de Pannocchieschi.
Anastácia casou-se com Romano Orsini, senador de Roma (Summus Senator), no dia 8 de junho de 1293, quando tinha cerca de 21 anos, e Romano, por volta de 30. Ele era filho de Gentile II Orsini, senador de Roma, e de Claricia de Ruffo. A união fora arranjada pelo cardeal Napoleon Orsini, que era o guardião da mãe dela.
Por ser a filha mais velha de Margarida, Anastácia, eventualmente, trouxe consigo as heranças da família Aldobrandeschi e Sovana para a família Orsini. Ela teve três filhos com o marido.
A condessa faleceu em 1306.

## Descendência
- Roberto Orsini, Conde de Nola (1295 – antes de 15 de janeiro de 1345)[3] sucessor da mãe. Foi casado com Sueva de Baux, com quem teve três filhos;
- Guido Orsini (m. após 1348)[4] conde de Sovana e Pitigliano. Foi casado com Agostina della Gherardesca, com quem teve dois filhos;
- Joana Orsini (n. antes de 1306)[5] foi esposa de Nicolau Caetani de Sermoneta, com quem teve um filho.

Através do neto, Nicolau Orsini, Conde de Nola, filho de Roberto, Anastácia era a trisavó materna de Jacquetta de Luxemburgo, a mãe da rainha Isabel Woodville, como esposa de Eduardo IV de Inglaterra.